# Bernhard Eisel
Bernhard Eisel (* 17. Februar 1981 in Voitsberg) ist ein ehemaliger österreichischer Radrennfahrer und Sportlicher Leiter.

## Werdegang
Bernhard Eisel fuhr ab 2001 beim Radsportteam Mapei. Im Jahr 2006 wurde er Vierter beim Kopfsteinpflasterrennen Paris-Roubaix, einem Monument des Radsports.
Nachdem der gebürtige Steirer sich 2007 dem UCI ProTeam T-Mobile anschloss, wurde er einer der wichtigsten Helfer im Sprintzug von Mark Cavendish, mit dem er auch in den Folgejahren in verschiedenen Mannschaften fuhr. Seinen größten individuellen Erfolg erzielte er beim Klassiker Gent-Wevelgem, den er 2010 im Sprint einer sechsköpfigen Spitzengruppe gewann.
Eisel engagiert sich außerhalb des aktiven Radsports im Radprofiverband Cyclistes Professionnels Associés.
Im September 2017 wurde der Wahlkärntner in die Athletenkommission der UCI gewählt.
Im April 2018 musste Bernhard Eisel wegen einer Gehirnblutung operiert werden. Es wurde vermutet, dass es sich um Spätfolgen eines schweren Sturzes beim Etappenrennen Tirreno-Adriatico Mitte März handelt. Er kehrte jedoch nur wenige Monate später in den aktiven Radrennsport zurück und nahm an der Polen-Rundfahrt teil.
Im Januar 2020 erklärte Eisel seinen Rücktritt als Radrennfahrer. Seit Juli 2020 ist er als Co-Kommentator und Experte bei Eurosport und beim Global Cycling Network tätig.
2022 wurde Eisel Sportlicher Leiter des Teams Bora-hansgrohe.
Bernhard Eisel lebt mit Ehefrau Tanja Eisel in Kärnten und ist dreifacher Vater.

## Auszeichnungen
2006, 2010 und 2011 wurde Eisel in Österreich zum „Radsportler des Jahres“ gewählt.

## Erfolge
1997

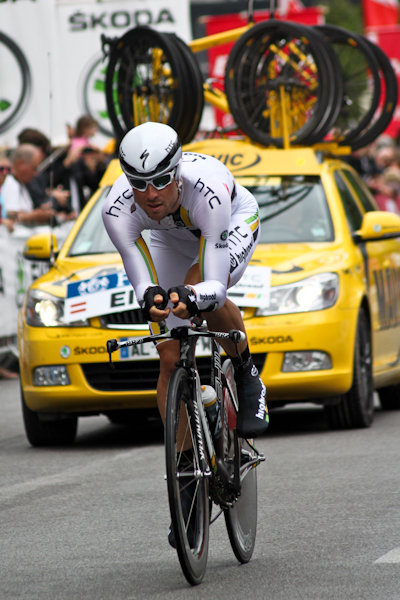
Eisel bei der Tour de France 2011

 Europäisches Olympisches Jugendfestival – Straßenrennen, Einzelzeitfahren
2003
eine Etappe Tour du Limousin
eine Etappe Grand Prix Erik Breukink
2005
zwei Etappen Algarve-Rundfahrt
eine Etappe Tour de Suisse
2006
eine Etappe Katar-Rundfahrt
eine Etappe Algarve-Rundfahrt
eine Etappe Drei Tage von De Panne
2007
eine Etappe Algarve-Rundfahrt
Lancaster Classic
Reading Classic
2008
eine Etappe Algarve-Rundfahrt
Paris–Bourges
2010
Gent–Wevelgem
2017
Bergwertung Arctic Race of Norway

## Grand-Tour-Platzierungen
| Grand Tour            | 2003 | 2004 | 2005 | 2006 | 2007 | 2008 | 2009 | 2010 | 2011 | 2012 | 2013 | 2014 | 2015 | 2016 | 2017 | 2018 | 2019 |
| --------------------- | ---- | ---- | ---- | ---- | ---- | ---- | ---- | ---- | ---- | ---- | ---- | ---- | ---- | ---- | ---- | ---- | ---- |
| Giro d’ItaliaGiro     | DNF  | –    | –    | –    | –    | –    | –    | –    | –    | 152  | –    | 138  | 143  | –    | –    | –    | –    |
| Tour de FranceTour    | –    | 131  | 143  | 108  | 121  | 143  | 150  | 156  | 161  | 146  | –    | 126  | –    | 171  | 153  | –    | –    |
| Vuelta a EspañaVuelta | –    | –    | DNF  | DNF  | –    | –    | –    | DNF  | –    | –    | –    | –    | –    | –    | –    | –    | –    |